# Jihad-e-Mughalstan
Jihad-e-Mughalstan (Guerra Santa al Moghulistan) és un partit polític extremista musulmà de l'Índia, que demana un estat separat musulmà dins de l'Índia.
El seu color és el verd. La seva bandera és verda amb dues espases blanques paral·leles, una damunt l'altra però la de dalt amb la punta cap al vol i la de sota a l'inrevés.